# Arnex-sur-Orbe
Arnex-sur-Orbe je obec na západě Švýcarska v kantonu Vaud. Žije zde 630 obyvatel.

## Geografie

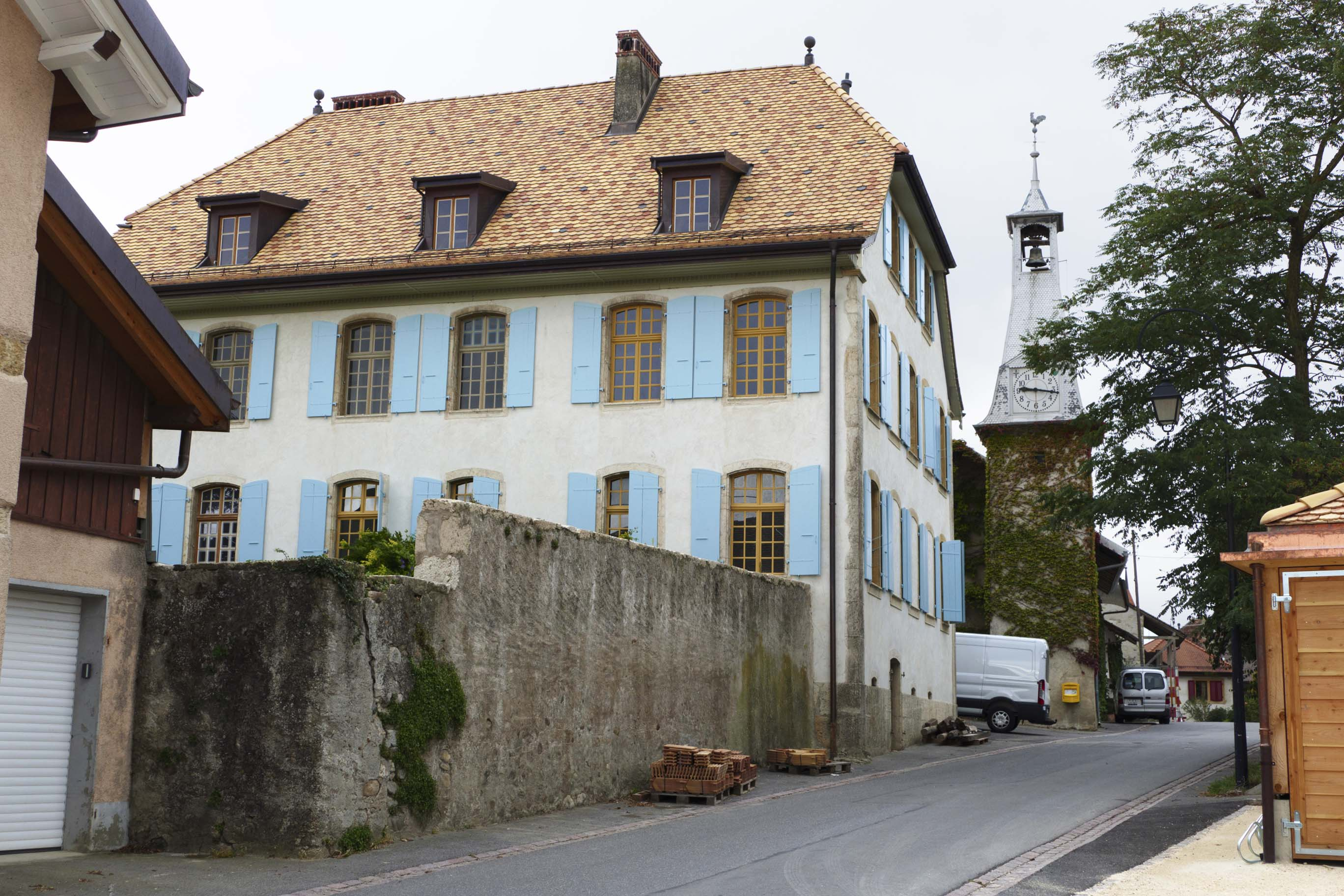
Centrum obce

Arnex-sur-Orbe leží v nadmořské výšce 543 m, vzdušnou čarou 13 km jihozápadně od okresního města Yverdon-les-Bains. Vesnice se nachází na Švýcarské plošině na východním okraji podhůří Jury, asi 100 metrů nad rovinou Orbe (francouzsky Plaine de l’Orbe).
Území obce o rozloze 7,6 km² pokrývá část náhorní plošiny Jury v oblasti Arnex-sur-Orbe v průměrné nadmořské výšce 550 metrů. Na západě zasahuje území obce až k pohoří Crêt de la Croix (580 m n. m.) a k lesu Bioute, na jehož okraji se nachází několik chráněných rybníků (včetně Étang d’Arnex). Úzký úsek území se táhne na jihozápad přes Le Chaney (nejvyšší bod Arnex-sur-Orbe ve výšce 614 m n. m.) k řece Nozon, která protéká údolím zaříznutým do jurské náhorní plošiny v délce asi 100 metrů. Jihovýchodní hranici tvoří boční údolí řeky Nozon. Na východě má Arnex-sur-Orbe malý podíl na rovině Orbe, zatímco východní hranici tvoří kanál d’Entreroches. V roce 1997 bylo 6 % rozlohy obce pokryto zastavěnou plochou, 20 % lesy a lesními porosty, 73 % zemědělstvím a o něco méně než 1 % neproduktivní půdou.
K Arnex-sur-Orbe patří také několik samostatných osad. Sousedními obcemi jsou Orbe, Agiez, Bofflens, Croy, La Sarraz, Pompaples, Bavois a Chavornay.

## Historie
Nálezy z neolitu (v údolí řeky Nozon), z doby římské a z raného středověku (hroby) svědčí o raném osídlení území obce. První písemná zmínka o obci pochází z roku 1049 pod názvem Arniacum, název Arnei se objevuje v roce 1228. Název místa pravděpodobně pochází z latinského osobního jména Arnius.
Arnex-sur-Orbe připadlo klášteru Romainmôtier v roce 1049 jako dar Adalberta z Grandsonu. Od té doby zastupoval zájmy kláštera starosta se sídlem v Arnex-sur-Orbe. Po dobytí Vaudu Bernem v roce 1536 se Arnex-sur-Orbe stal součástí kastelánství a panství Romainmôtier. Po pádu Staré konfederace patřila obec v letech 1798–1803 během helvétského období ke kantonu Léman, který byl poté po vstupu v platnost Ústavy o zprostředkování sloučen s kantonem Vaud. V roce 1798 byla přiřazena k okresu Orbe. Obec byla do 31. 12. 2006 součástí okresu Orbe, od roku 2007 se stala částí nového okresu Jura-Nord vaudois.

## Obyvatelstvo
Z celkového počtu obyvatel je 94,0 % francouzsky mluvících, 2,1 % německy mluvících a 1,7 % portugalsky mluvících (stav v roce 2000). Ke švýcarské reformované církvi se ve stejném roce hlásilo 67,9 % obyvatel, k církvi římskokatolické 14,5 % obyvatel. V roce 1850 žilo v Arnex-sur-Orbe celkem 621 obyvatel a v roce 1900 612 obyvatel. Poté počet obyvatel klesal až do roku 1970 (457 obyvatel). Od té doby je opět patrný mírný vzestupný trend.

## Hospodářství
Arnex-sur-Orbe je dosud zemědělskou obcí. Díky úrodné půdě na náhorní plošině Jury se zde pěstuje především orná půda. Na svazích pod obcí na okraji roviny Orbe se pěstuje vinná réva (asi 65 hektarů vinic). Další pracovní místa zajišťují místní drobní podnikatelé. V posledních letech se Arnex-sur-Orbe rozvíjí jako rezidenční obec. Mnoho pracujících proto dojíždí za prací převážně do Orbe.

## Doprava

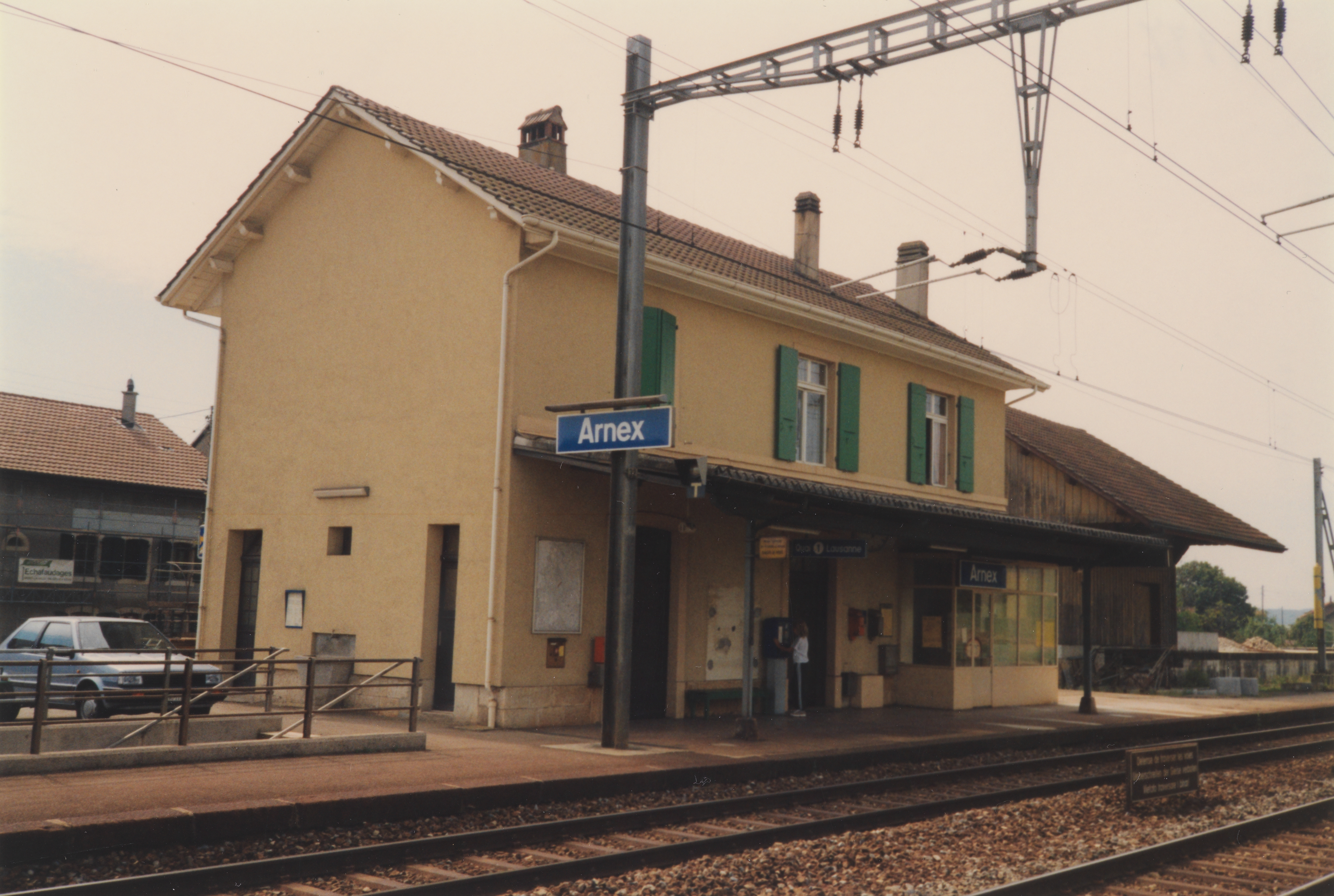
Železniční stanice

Přestože se obec nachází mimo hlavní dopravní tahy, je poměrně snadno dostupná, protože napojení na dálnice A1 a A9 je vzdáleno jen asi 5 km. Železniční trať Cossonay–Vallorbe se stanicí v Arnex-sur-Orbe byla otevřena 1. července 1870. Arnex-sur-Orbe je s Orbe spojen poštovní autobusovou linkou.